# Мадонна с чижиком
«Мадонна с чижиком» — картина Альбрехта Дюрера, написанная им в Венеции в 1506 году.

## История создания
Работа относится ко времени пребывания художника в Венеции и очень близка по стилю к «Празднику венков из роз», который Дюрер писал в то время для общины немецких купцов. Возможно, что «Мадонна с чижиком» выполнена по просьбе или в подарок Джованни Беллини. Композиция картины построена подобно центральной части «Праздника венков из роз» с некоторыми изменениями.

## Композиция
Мария восседает на троне со спинкой, покрытой драпировкой красного цвета, которая делит на две части пейзаж в стиле фламандской живописи второй половины XV века популярном также в итальянском изобразительном искусстве особенно у художников венецианской школы. Пейзаж выполнен с чёткой графичностью и деталировкой, как было принято в немецкой живописи. Два летящих херувима, которые поддерживают венок из листьев и цветов над головой Марии, напоминают херувимов с короной «Праздника венков из роз».
Название картины происходит от чижика, который сидит на руке младенца Иисуса, птица — предзнаменование Страстей. Внизу справа — ангел и младенец святой Иоанн, легко узнаваемый по одежде отшельника, подающий Марии несколько ландышей: этот цветок символизирует конец зимы и, таким образом, возвращение спокойствия, кроме того, за свою форму растение было прозвано «лестницей в Рай». Ангел поддерживает атрибут Иоанна Крестителя — крест из двух тростинок. Мария опирается правой рукой на книгу, в положении, которое удостоверяет её как вместилище мудрости (лат. sedes sapientia), той, что несла во чреве святейшее из святых.